# Euphorbia glaberrima
Euphorbia glaberrima är en törelväxtart som beskrevs av Karl Heinrich Koch. Euphorbia glaberrima ingår i släktet törlar, och familjen törelväxter. Inga underarter finns listade i Catalogue of Life.